# Mousge
Mousge (greco: Μουσγῄ) era un'antica città della Galazia, nell'attuale Turchia centro-settentrionale, corrispondente all'odierno villaggio di Gecek (18 km. da Sivrihisar).

## Storia
La città viene citata per la prima volta nel VI secolo D.C., negli atti della vita di San Teodoro di Sikion. All'epoca, la città era famosa, perché in primavera vi si teneva una festa dedicata alla Beata Vergine e per la chiesa costruita sulle rovine di un tempio pagano dedicato alla dea Afrodite. Negli anni 80, sotto il tekke locale, sono stai rinvenuti i resti della summenzionata chiesa .